# Drosophila mettleri
Drosophila mettleri este o specie de muște din genul Drosophila, familia Drosophilidae, descrisă de Heed în anul 1977. Conform Catalogue of Life specia Drosophila mettleri nu are subspecii cunoscute.